# Ahmed Ratip Canga
Ahmed Ratip Canga (Estambul, 24 de septiembre de 1905 - Buenos Aires, 13 de diciembre de 1993) fue un guitarrista de jazz turco de origen yemení. 

## Historial
A los 19 años, su padre lo envió a estudiar ingeniería en Chicago; comenzó recibiendo clases de banjo, aunque pronto cambió a la guitarra eléctrica. Luego, regresó a Turquía para hacer el servicio militar. En 1933 se trasladó a Uruguay. Formó un grupo llamado “Ahmed Ratip y sus Cotton Pickers”, de la cual era el director. Artísticamente se le conocía como Mike. Fue uno de los pioneros en Argentina en interpretar jazz. 
En 1946 incorporó a Tito Alberti a su banda, tocando con carácter estable en el Teatro Colón. Ahmed murió el 13 de diciembre de 1993 y está enterrado en el Cementerio de la Chacarita de Buenos Aires, en el panteón del Sindicato de Autores y Compositores.
- Datos: Q5661061